# Behtash Fariba
Behtash Fariba (né le 11 février 1955 à Téhéran) est un footballeur iranien, puis reconverti en entraîneur.

## Biographie

### Club
Il a joué durant sa carrière dans des clubs iraniens tels que le PAS Téhéran FC, l'Esteghlal Téhéran et le Rah Ahan FC.

### Internationale
Il a joué avec l'équipe d'Iran de football entre 1977 et 1986 et a participé à la coupe du monde de football 1978 en Argentine.